# Marskär (väster om Vänö, Kimitoön)
Marskär är en ö i Finland. Den ligger i Skärgårdshavet och i kommunen Kimitoön i den ekonomiska regionen  Åboland i landskapet Egentliga Finland, i den sydvästra delen av landet. Ön ligger omkring 65 kilometer söder om Åbo och omkring 160 kilometer väster om Helsingfors.  Den ligger på ön Grisklobb.
Öns area är 2,7 hektar och dess största längd är 250 meter i öst-västlig riktning. Det finns inga samhällen i närheten.